# Kamperen

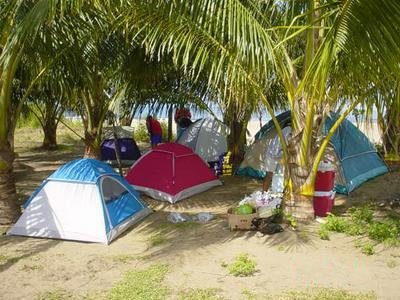
Tenten op een camping

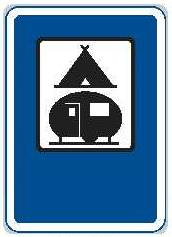
Wegwijzer naar een camping zoals deze gebruikt wordt langs doorgaande wegen, met logo's van een traditionele "punttent" en caravan.

Kamperen is een vorm van openluchtrecreatie waarbij men in een tent, caravan, camper, tenthuisje of ander relatief eenvoudige recreatiewoning op een buitenterrein verblijft. Dit is meestal één of meerdere nachten.
Bij kamperen neemt men genoegen met relatief weinig luxe, vaak met de bedoeling om van de natuur te genieten en tot rust te komen. Ook het informele, "vrije" karakter van deze vorm van overnachten kan een belangrijke reden zijn om voor kamperen (in plaats van voor een ander vakantieverblijf) te kiezen. Kamperen kan een grote groep activiteiten omvatten, variërend van survivaltochten waarbij de deelnemers zeer weinig bagage bij zich hebben, tot het verblijven in accommodaties met elektriciteit, gas en stromend water.

Kamperen gebeurt het meest op speciaal daarvoor ingerichte kampeerterreinen of campings.

## Geschiedenis
Kamperen is als recreatieve activiteit eind negentiende eeuw ontstaan in Engeland. Welgestelde lieden die fietstochten maakten overnachtten soms in bij hotels opgeslagen tenten. In 1906 werd in Groot-Brittannië die eerste camping club opgericht. Op initiatief van Carl Denig gebeurde dat in 1912 in Nederland met de oprichting van de Nederlandse Toeristen Kampeer Club. Het eerste officiële kampeerterrein werd in 1924 geopend in Vierhouten. Tot dan toe was kamperen vooral een elitaire 'sport'. Daar kwam in de jaren dertig van de twintigste eeuw verandering in toen de activiteit ook populariteit verwierf onder de 'gewone man'. De grote doorbraak kwam echter na de Tweede Wereldoorlog dankzij meer vrije tijd, gestegen welvaart en een grotere mobiliteit.

## Activiteiten

### Kamperen als toeristische activiteit

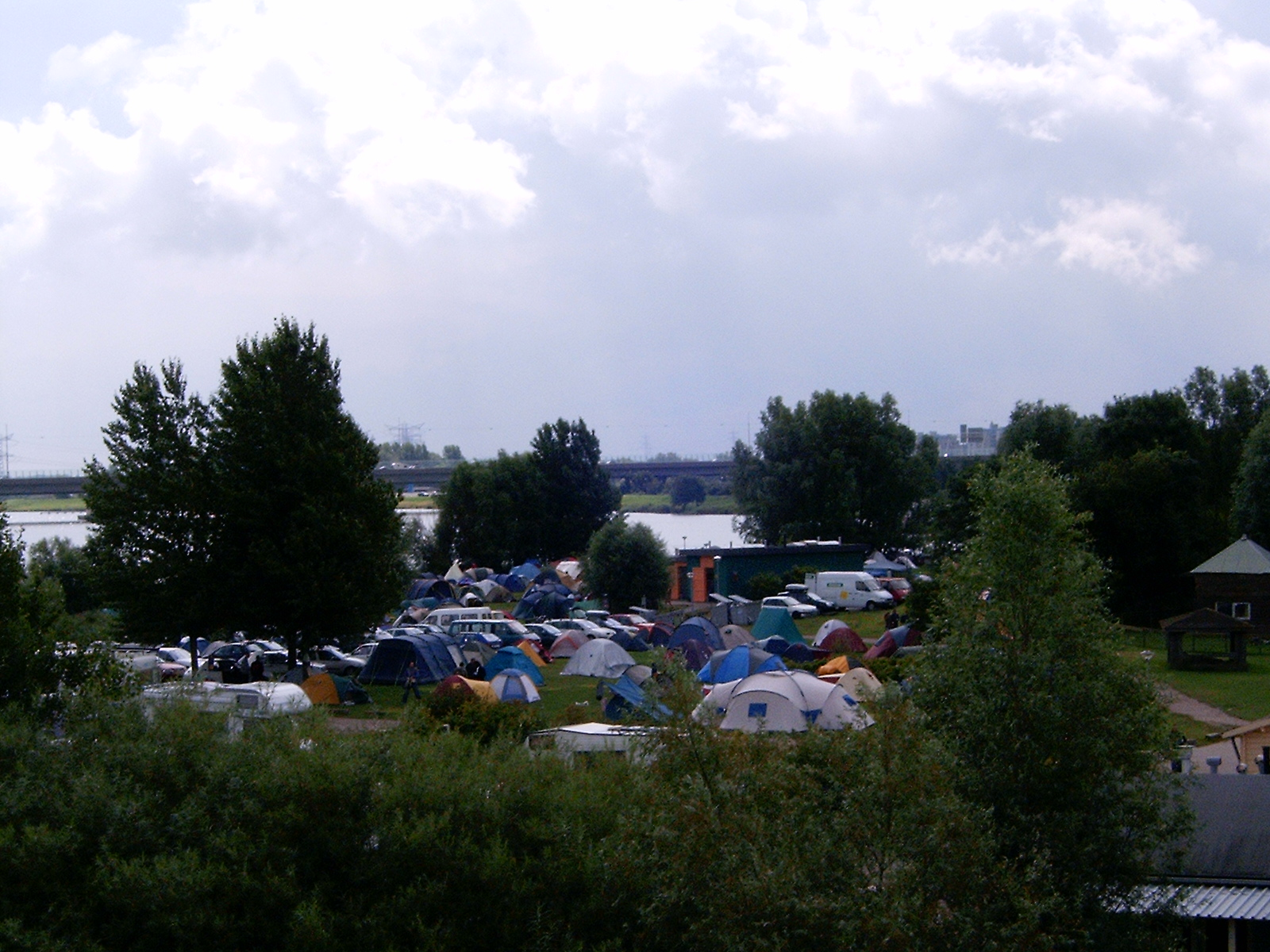
Camping in Amsterdam

Kamperen gaat vaak gepaard met andere buitenactiviteiten, zoals fietsen, wandelen, vissen of zwemmen. Nationale parken en andere natuurlijke bezienswaardigheden zijn populaire trefpunten voor kampeerders.
Langs vooral de kust en nabij andere toeristische trekpleisters, zoals grote steden, zijn campings vaak grootschalig. Dergelijke terreinen beschikken over uitgebreide voorzieningen zoals zwembaden, winkelcentra en animatieteams. Enkele van deze campings richten zich op een bepaalde doelgroep. Er zijn bijvoorbeeld gezins- en jongerencampings.

#### Wildkamperen
Wetgeving beperkt vaak het voor recreatieve doeleinden de nacht doorbrengen in een slaapzak, tent, vouwwagen, caravan, auto en camper op niet daarvoor aangewezen locaties (dat wil zeggen buiten officiële kampeerplaatsen zoals campings). De gedachte hierbij is dat het zogenaamde wildkamperen voor overlast kan zorgen. Zo zouden veel mensen hun afval achterlaten op de plaats waar ze gekampeerd hebben.
In een aantal landen zijn wel voorzieningen getroffen die sterk op wildkamperen lijkende activiteiten mogelijk maken (zie verder hieronder). In Nederland geeft Stichting Wild-Kamperen.nl advies over legaal wildkamperen in Nederland en in de Europese Unie.

#### Verspreiding per land
Naast veel terreinen in de buurt van de kust, kent Nederland in rurale gebieden speciale natuurkampeerterreinen. Bij landbouwbedrijven is "kamperen bij de boer" populair. Deze vorm van kamperen wordt mede mogelijk gemaakt door de Vereniging Kampeerboeren (VeKaBo) en de Stichting Vrije Recreatie (SVR).
Overige erkende kampeerterreinen zijn vaak aangesloten bij de belangenvereniging "RECRON", wat staat voor "Recreatie Ondernemers Nederland".
Sommige andere Europese landen zoals Frankrijk beschikken, net als Nederland, over zowel grootschalige campings als ook over kleinere terreinen met een meer traditioneel karakter en/of lokale uitstraling.
In België is het campingaanbod iets meer geconcentreerd langs de kust, onder meer in Bredene-Duinen, en in de Ardennen. 

 Behalve in Frankrijk, België en Nederland wordt veel gekampeerd in onder meer het Verenigd Koninkrijk (Groot-Brittannië), Duitsland, Italië, Kroatië, Portugal, Spanje en de Verenigde Staten.
Wildkamperen mag in Nederland niet.
In sommige landen, zoals in Groot-Brittannië en in Ierland, wordt wildkamperen op veel plaatsen wel algemeen geaccepteerd. In Schotland en Zweden is wildkamperen zelfs officieel toegestaan.

##### Camperplaatsen
Omdat veel kampeerauto's/campers tegenwoordig volledig "zelfvoorzienend" zijn uitgerust met toilet, douche, schoonwatertank, vuilwater(opvang)tank, koelkast, warmwaterboiler etc. kunnen ze, net zoals bijvoorbeeld bij (zeil)jachten, dagenlang zonder aanvullende voorzieningen probleemloos van plaats naar plaats reizen. Wel is er behoefte aan kleine voorzieningen zoals: schoon water kunnen innemen, toilet kunnen ledigen en het "grijze" afvalwater kunnen lozen op daarvoor bestemde plaatsen.
Speciaal voor deze kampeerauto's zijn vooral in België, Duitsland, Frankrijk en Italië speciale camperplaatsen aangelegd waar men netjes het toilet kan ledigen, schoon water kan innemen en het opgevangen "grijze" afvalwater kan lozen. Hier wordt soms een kleine vergoeding voor gevraagd. De capaciteit van dergelijke camperplaatsen varieert van enkele tot soms wel honderden speciaal voor campers gereserveerde parkeerplaatsen.

#### Dagkamperen
In Nederlandse recreatiegebieden is dagkamperen een vaak voorkomend fenomeen. Er zijn dan velden ingericht waar alleen overdag gekampeerd kan worden.

#### Winterkamperen

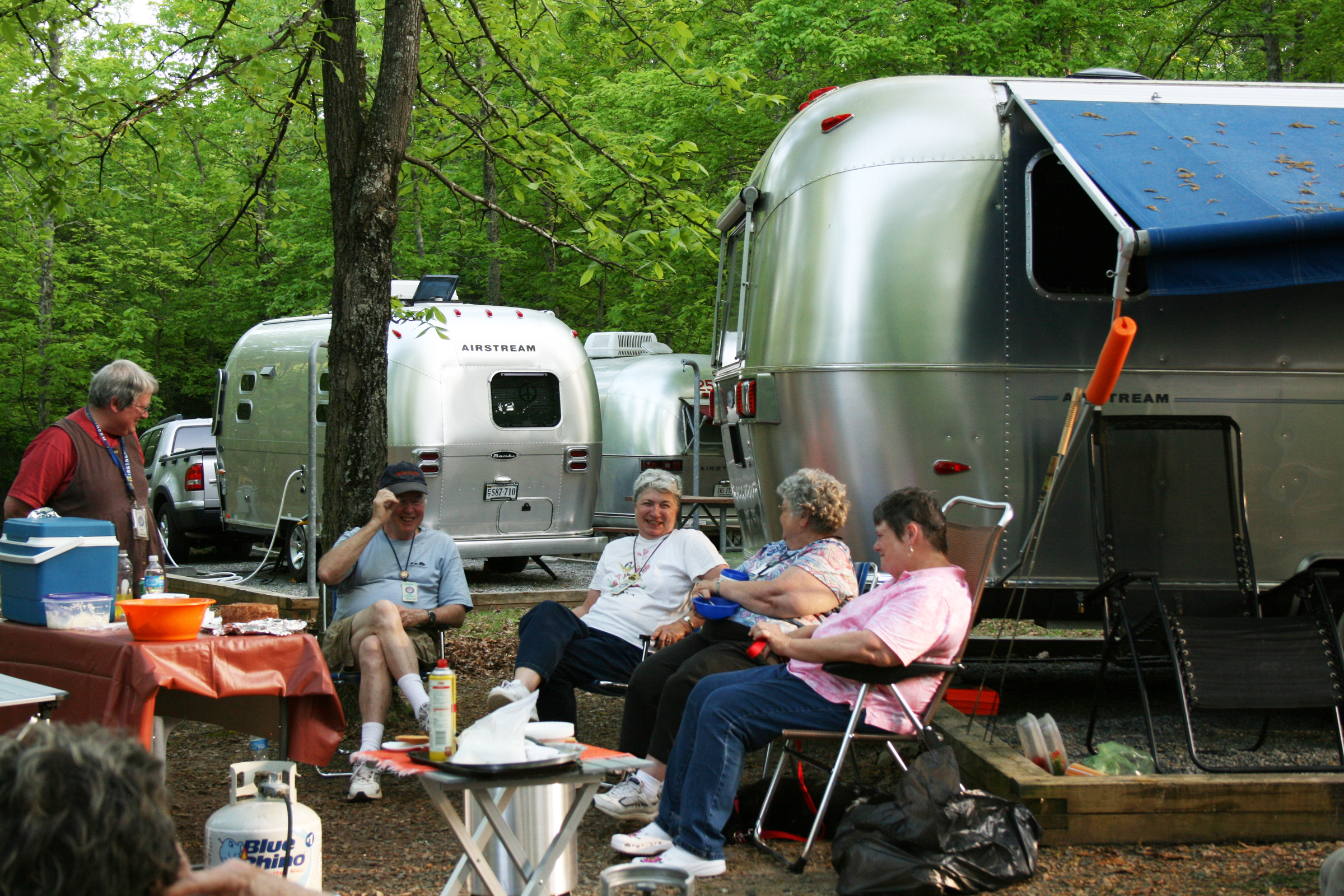
Kampeerders

Door de opkomst van goed geïsoleerde caravans en campers is het goed mogelijk om in de winter op kampeervakantie te gaan, al of niet in combinatie met wintersporten. Ook wordt wintergekampeerd in relatief luxe tenten.

### Kamperen bij andere gelegenheden
Er zijn enkele kampeerterreinen waar de kampeerders zich bezighouden met kunstzinnige activiteiten. In Nederland worden twee van dergelijke campings gefaciliteerd door de Stichting Buitenkunst.
Ook bij meerdaagse culturele festivals wordt vaak gekampeerd. Dit gebeurt meestal bij op jongeren gerichte evenementen zoals Lowlands, Pinkpop en Rock Werchter. Camping Crooswijk trekt een iets meer divers publiek. Tijdens dit festival wordt soms ludiek de spot gedreven met (uitwassen van) kamperen als toeristische activiteit.

## "Huisvesting"

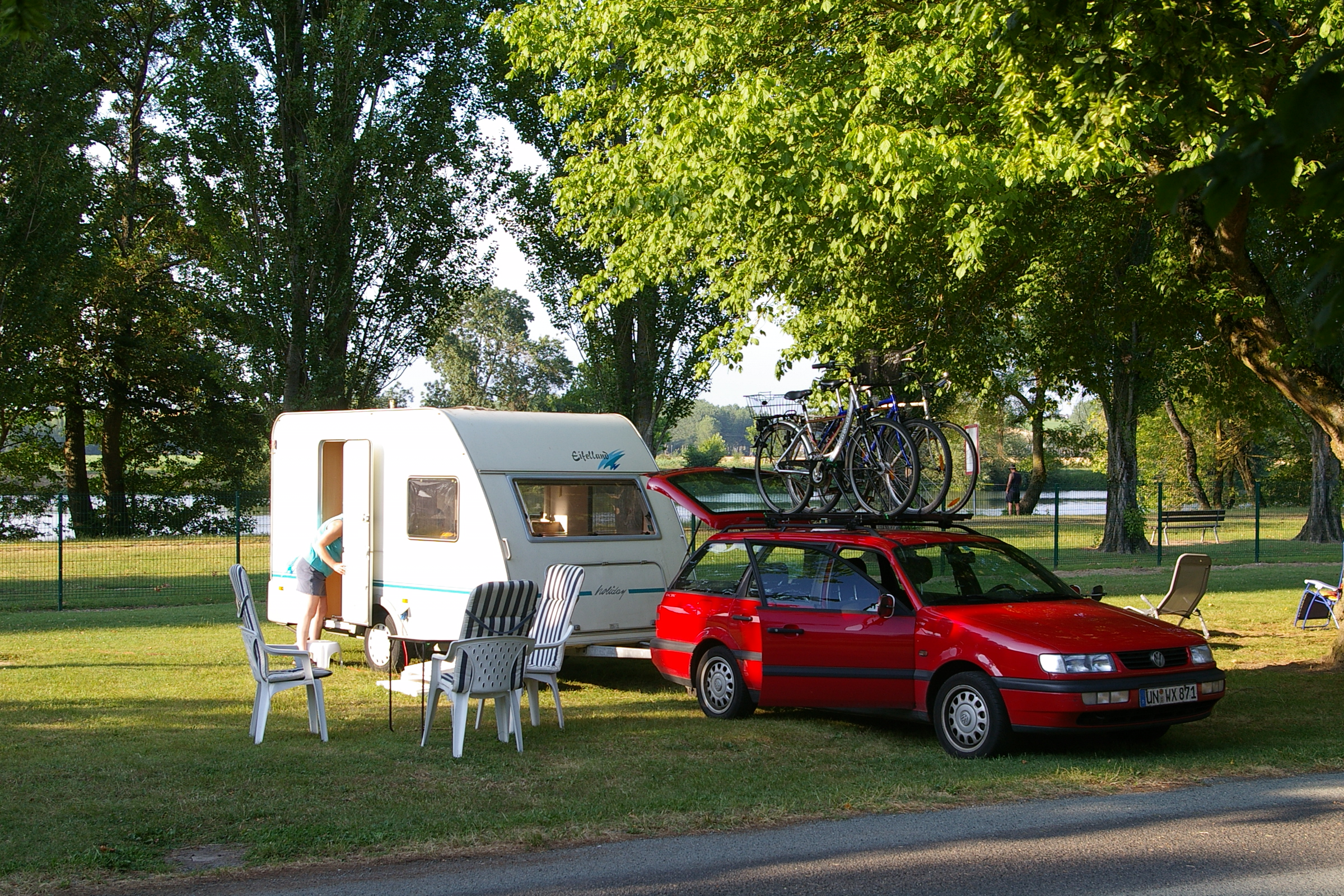
Caravan achter auto op de gemeentelijke camping van Bléré.

De meest algemene accommodaties om in te kamperen zijn tenten en caravans, of combinaties daarvan. Daarnaast bestaat er een breed scala aan andere kampeeraccommodaties zoals campers, trekkershutten en tenthuisjes.
Caravans en soms ook campers kunnen voorzien zijn van een voortent: een tent zonder achterkant die tegen het voertuig bevestigd is.
Een relatief nieuwe vorm van kamperen is de zogenaamde kampeerbungalow, waarin elementen van een tent en een bungalow (wat over het algemeen niet als kampeermiddel wordt beschouwd) worden gecombineerd.
Bij glamping, een samentrekking van glamorous en camping, is er sprake van kamperen met grote luxe. De minimale vereiste is dat er sanitair (douche en toilet) in de tent aanwezig is. Dit moet niet verward worden met een "kant en klaar" tent: dit is een tent die klaarstaat bij aankomst op de camping.

## Kampeerbenodigdheden

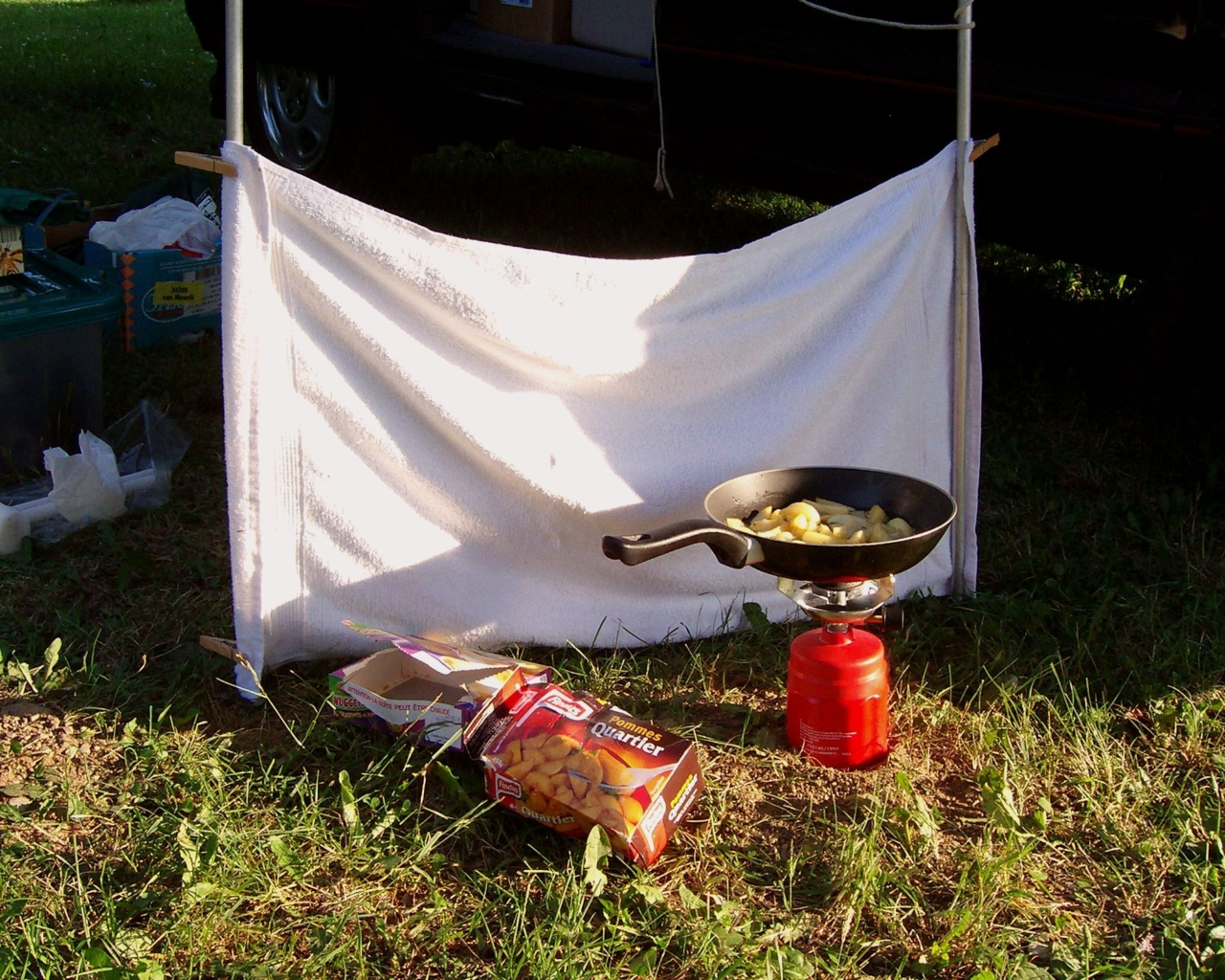
Kamperen is soms improviseren

Onder meer onderstaande artikelen zijn nodig en/of kunnen bij kamperen van pas komen:
- Een tent en benodigdheden (haringen, tentstokken).
- Een slaapzak.
- Een kampeermatras of luchtbed. Dit wordt vaak onder de slaapzak gelegd voor comfort, om te beschermen tegen stenen en takjes en voor isolatie.
- Een zaklamp en/of een gaslamp
- Touw en/of scheerlijnen.
- Een (camping) gasstel.
- Een aansteker om het vuur mee aan te maken.
- Extra kleding zoals laarzen en sokken.
- Sanitaire benodigdheden/toiletartikelen. (Soms voorzien campings zelf in wc-papier en/of handzeep, maar vaak is dit ook nog niet het geval.)
- Handdoeken.
- Een koelbox of -tas met koelelementen of een campingkoelkast.
- klapstoelen en een klaptafel.
- Eventueel, een houthakkersbijl voor het maken van een kampvuur (al is dit op veel plaatsen niet toegestaan in verband met brandveiligheid).